# کراسنی یار (شهرستان ایگلینسکی، باشقیرستان)
کراسنی یار (انگلیسی: Krasny Yar, Iglinsky District, Republic of Bashkortostan) یک شهرک در شهرستان ایگلینسکی استان باشقیرستان کشور روسیه است.